# ダヂ
ダヂ（Dadi, 本名：エドゥアルド・マガリャンイス・ヂ・カルヴァーリョ、1952年8月16日 - ）は、ブラジルのミュージシャン、ベーシスト。

## 略歴
ブラジル・リオデジャネイロ生まれ。1971年にノーヴォス・バイアーノス（オス・ノーヴォス・バイアーノス）のベーシストとなる。脱退後、1977年に弟のキーボード奏者らと結成したMPBバンド、ア・コル・ド・ソンではモントルー・ジャズ・フェスティヴァルにも出演する（78年）など80年代にかけて人気を博す。
ジョルジ・ベンやカエターノ・ヴェローゾ（カエターノの1977年のアルバム『ヴィーショ』にはダヂに捧げられた曲『レオンジーニョ』｛＝“ライオン”という意味｝が収録されている。）のツアーバンドへの参加などを経て、1995年から、マリーザ・モンチのツアーバンドの実質的なリーダーおよび共同楽曲制作者、プロデューサーとして活動。
2005年にはソロ活動も開始し、アルバム『ダヂ』を発表。2007年に東京の青山で初のソロ・リーダー・ライブを行った。2013年、ヴィニシウス・カントゥアリア、ジェシー・ハリスとユニットを組んで来日ツアーを行った。

## 主な参加ユニットとメンバー
- ノヴォス・バイアーノス（1971年加入）

モライス・モレイラ (ギター,ヴォーカル,作曲)
ペペウ・ゴメス (ギター、バンドリン)
ガルヴァォン (作詞)
パウリーニョ・ボカ・ヂ・カントール (パーカッション、ヴォーカル)
ベイビー・コンスエロ (ヴォーカル)
ジョルジーニョ・ゴメス (バンドリン、ドラムス)
- ア・コル・ド・ソン（1977年結成）

ムー・カルヴァーリョ（ダヂの弟でキーボード奏者）
アルマンヂーニョ（バイーア出身のバンドリン奏者でギタリスト）
- バラォン・ヴェルメーリョ（1987年加入）

ホベルト・フレジャー (ボーカル＆ギター)
グト・ゴッフィ(ドラム)
マウリシオ・バホス(キーボード)
デー(ベース)
- チグリス・ヂ・ベンガーラ(1983年結成)

ヴィニシウス・カントゥアリア
クラウヂオ・ゾリ
リッチー
ムー・カルヴァーリョ
- インヴェンタリオ（2010年結成）

フェルッチオ・スピネッティ
ジョヴァンニ・チェカレリ
フランチェスコ・ペトレーニ
- トリオ・エストランジェイロス（2013年結成）

ヴィニシウス・カントゥアリア
ジェシー・ハリス

## 作品

### ソロ作品
- 『ダヂ』dadi , 2005年

- 『ベン・アキ』 Bem Aqui , 2008年

- 『ダヂ・ライブ・アット東京』 Dadi Ao Vivo em Toquio , 2009年

## 来日公演
- 2007年　5月27日（日）青山プラッサ・オンゼ（東京）　※自身初のソロ・ライブ（マリーザ・モンチバンドの一員として来日）
- 2013年　5月26日（日）～6月3日（月）　※TRIO ESTRANGEIROS（トリオ・エストランジェイロス）の一員としてツアー